# Кейн (Пенсільванія)
Кейн (англ. Kane) — місто (англ. borough) в США, в окрузі Маккін штату Пенсільванія. Населення — 3630 осіб (2020).

## Географія
Кейн розташований за координатами 41°39′47″ пн. ш. 78°48′32″ зх. д. / 41.66306° пн. ш. 78.80889° зх. д. (41.663008, -78.809016).  За даними Бюро перепису населення США в 2010 році місто мало площу 4,06 км², з яких 4,06 км² — суходіл та 0,00 км² — водойми.

## Демографія
Згідно з переписом 2010 року, у селищі мешкало 3730 осіб у 1590 домогосподарствах у складі 972 родин. Густота населення становила 918 осіб/км².  Було 1906 помешкань (469/км²).
Расовий склад населення:
| - 98,0 % — білих - 0,5 % — азіатів - 0,3 % — чорних або афроамериканців - 0,1 % — корінних американців |

До двох чи більше рас належало 0,9 %. Частка іспаномовних становила 0,7 % від усіх жителів.
За віковим діапазоном населення розподілялося таким чином: 23,6 % — особи молодші 18 років, 56,8 % — особи у віці 18—64 років, 19,6 % — особи у віці 65 років та старші. Медіана віку мешканця становила 42,5 року. На 100 осіб жіночої статі у селищі припадало 88,8 чоловіків;  на 100 жінок у віці від 18 років та старших — 86,3 чоловіків також старших 18 років.
Середній дохід на одне домашнє господарство  становив 52 326 доларів США (медіана — 40 938), а середній дохід на одну сім'ю — 70 244 долари (медіана — 55 341). Медіана доходів становила 45 303 долари для чоловіків та 31 708 доларів для жінок. За межею бідності перебувало 19,5 % осіб, у тому числі 24,5 % дітей у віці до 18 років та 10,6 % осіб у віці 65 років та старших.
Цивільне працевлаштоване населення становило 1433 особи. Основні галузі зайнятості: освіта, охорона здоров'я та соціальна допомога — 30,9 %, роздрібна торгівля — 13,0 %, виробництво — 10,6 %.

## Відомі особистості
В поселенні народилась:
- Мар'янна Амачер (1938—2009) — американська композиторка.